# Mino dumontii
El miná carigualdo (Mino dumontii) es un especie de ave paseriforme de la familia Sturnidae nativa de Nueva Guinea e islas circundantes. Es un ave usada en avicultura por sus dotes para imitar la voz humana. 

## Descripción
Es un de las especies de estúrnidos de mayor tamaño, con sus entre 23 y 26 cm de largo y su peso de alrededor de 217 g. Su plumaje es principalmente negro con brillo metálico. Su cabeza tienen plumas cortas con brillo violáceo azulado en la frente y en la base de su mandíbula, pero la mayor parte de sus rostro está cubierto por una carúncula de color amarillo anaranjado rodeando el ojo y extendiéndose hacia atrás. Y también presenta unas bigoteras desnudas amarillas. Su cuello, el centro de la garganta y el manto son negros con brillo violáceo, mientras que la espalda, las alas, el pecho, y vientre presentan brillo verde. Su obispillo es blanco, como la base y la parte inferior de la cola, mientras que la zona subcaudal es dorada. El resto de su corta cola es negro. El iris de sus ojos generalmente es amarillo, pero en algunas partes de Nueva Guinea puede ser castaño. Su pico y patas son amarillos.

## Distribución y hábitat
El miná carigualdo es endémico de Nueva Guinea y algunas islas circundantes como las islas Aru, Yapen y Raja Ampat. Es común en la mayoría de su área de distribución en altitudes hasta los 800 m, e incluso mayores en algunas partes de Papúa Nueva Guinea, sin embargo no está presente en las costas sudorientales. Entre su hábitats se incluye las selvas tropicales, los bosques galería, los límites de los bosques y las zonas partialmente taladas y crecimientos secundarios, y a veces también se encuentra en las sabanas.

## Comportamiento y ecología
El miná carigualdo puede avistarse en pequeños grupos, pero es más frecuente encontrarlo en parejas. Ocasionalmente forma bandadas grandes, y se han descrito dormideros comunales en árboles altos, que contenían más de doscientos individuos. Son pájaros ruidosos, que emiten una gran variedad de sonidos nasales, gruñidos y graznidos. Suele posarse en posiciones elevadas, desde donde emite llamadas fuertes. Tiene un vuelo directo con aleteo rápido, y suele volar en pareja. Es posible que la especie sea monógama.
Suele alimentarse en las copas de los árboles, principalmente de frutos, aunque también se alimenta de pequeños invertebrados, y se le ha visto cazar insectos al vuelo. 
Cría en cavidades y grietas de los árboles lejos del suelo. Su nido está formado por palitos, donde suele poner entre uno o dos huevos de color azul claro con moteado grisáceo. Se han observado tres aves llevando material a un solo nido, por lo que es posible que haya algún grado de cooperación familiar.